# WSS Wisła
Wiślańskie Stowarzyszenie Sportowe  – polski klub sportowy z Wisły.

## Historia
Historia klubu sięga 15 kwietnia 1953, kiedy to powstało Koło Sportowe „Start Wisła”. W 1957 zmieniło nazwę na „Wisła-Start” i stało się klubem sportowym. Na przełomie lat 80. i 90. XX w. Zrzeszenie Sportowe „Start” wystąpiło ze struktur klubu. W związku z tym przyjęto ostatecznie nazwę Klub Sportowy „Wisła” w Wiśle. 1 października 2001 sponsoring nad sekcja narciarską objęła firma Ustronianka, producent napojów gazowanych. 14 marca 2003 podjęto uchwałę o zmianie nazwy na Klub Sportowy „Wisła – Ustronianka” w Wiśle. W maju 2014 umowa ze sponsorem została rozwiązana. W 2015 klub przyjął nazwę "Wiślańskie Stowarzyszenie Sportowe".

## Sekcje
Obecnie klub posiada kilka sekcji – skoków narciarskich, biegów narciarskich, kombinacji norweskiej, narciarstwa alpejskiego oraz piłki nożnej. Największe sukcesy zawodnicy KS osiągają w narciarstwie.
Trenerem klubowym skoczków jest Jan Szturc. Najpopularniejsi reprezentanci to między innymi najbardziej utytułowany polski skoczek Adam Małysz oraz Wojciech Tajner, Rafał Śliż, Piotr Żyła, Tomasz Byrt, Wojciech Cieślar, Mateusz Wantulok i Aleksander Zniszczoł.
Piłkarze grają obecnie (2024/2025) w klasie okręgowej, gr. śląskiej VI. Do sezonu 2007/2008 w którym to po barażach z drużyną Jeleśnianki Jeleśnia KS Wisła awansowała do ligi okręgowej. Po udanym sezonie 2011/2012 klub zadebiutował w IV lidze.
Miejscem spotkań kibiców klubu jest Bar Bracki „U Bociana”.